# Maksat Bajżanow
Maksat Bajżanow (kaz. Мақсат Байжанов; ur. 6 sierpnia 1984 w Kyzyłordzie) – kazachski piłkarz, grający w klubie Szachtior Karaganda, do którego trafił na początku 2011 roku. Występuje na pozycji pomocnika. W reprezentacji Kazachstanu zadebiutował w 2005 roku. Dotychczas rozegrał w niej 15 meczów (stan na 13.07.2013r.).